# Casarão da Família Scabelo
O Casarão da Família Scabelo está localizado dentro de uma propriedade rural no município de Venda Nova do Imigrante, no estado do Espírito Santo.

## Tombamento
A edificação está tombada pela Secretaria da Cultura do Estado do Espírito Santo - SECULT por meio da Resolução nº 3/1998;  Inscr. nº 186, folhas 30v e 31.

## Histórico

### Antecedente histórico
As terras da fazenda Scabelo e de outras propriedades rurais de Venda Nova do Imigrante eram anteriormente ocupadas pelos índios Puris. Com o avanço do bandeirismo para o interior do estado do Espírito Santo em meados do século XVIII, a região passou por um período de desenvolvimento econômico baseado no extrativismo e na mineração.

### Século XIX
O Casarão da Fazenda Scabello foi construído na segunda metade do século XIX, quando fazendeiros provenientes de Minas Gerais e do Rio de Janeiro se instalaram na região para cultivar café, utilizando a mão de obra escrava. Com a abolição da escravatura em 1888, muitos imigrantes italianos vieram trabalhar nas plantações de café, começando um processo de povoamento do atual município de Venda Nova do Imigrante (na época ainda era um distrito de Conceição do Castelo).

## Arquitetura
Apresenta arquitetura típica das fazendas coloniais, sua planta é em forma de "L" com estrutura em madeiras nos pilares, baldrames, barrotes e frechas enquanto a vedação é em estuque e pedra, tanto nas paredes internas quanto nas externas. As paredes são pintadas com cal e as esquadrias em tons de azul. No pavimento superior, onde estão os quartos e sala, o pé direito é alto, erguido sobre um pavimento inferior onde estão abrigados a cozinha, depósitos e área de serviço. As janelas são do tipo guilhotina em vidro e madeira, o piso também é de madeira tabuada fixado em barrotes. Há indícios de que havia uma grande varanda na lateral maior da casa. O telhado é em quatro águas com telhas de barro tipo capa e canal e o forro é de madeira do tipo saia-camisa. Não existem muitos elementos decorativos na casa, restringindo apenas aos lambrequins do beiral. A edificação se mantém preservada como estava no século XIX, entretanto seu entorno foi alterado durante a ocupação dos imigrantes italianos no século XX.